# Épannelage (architecture)

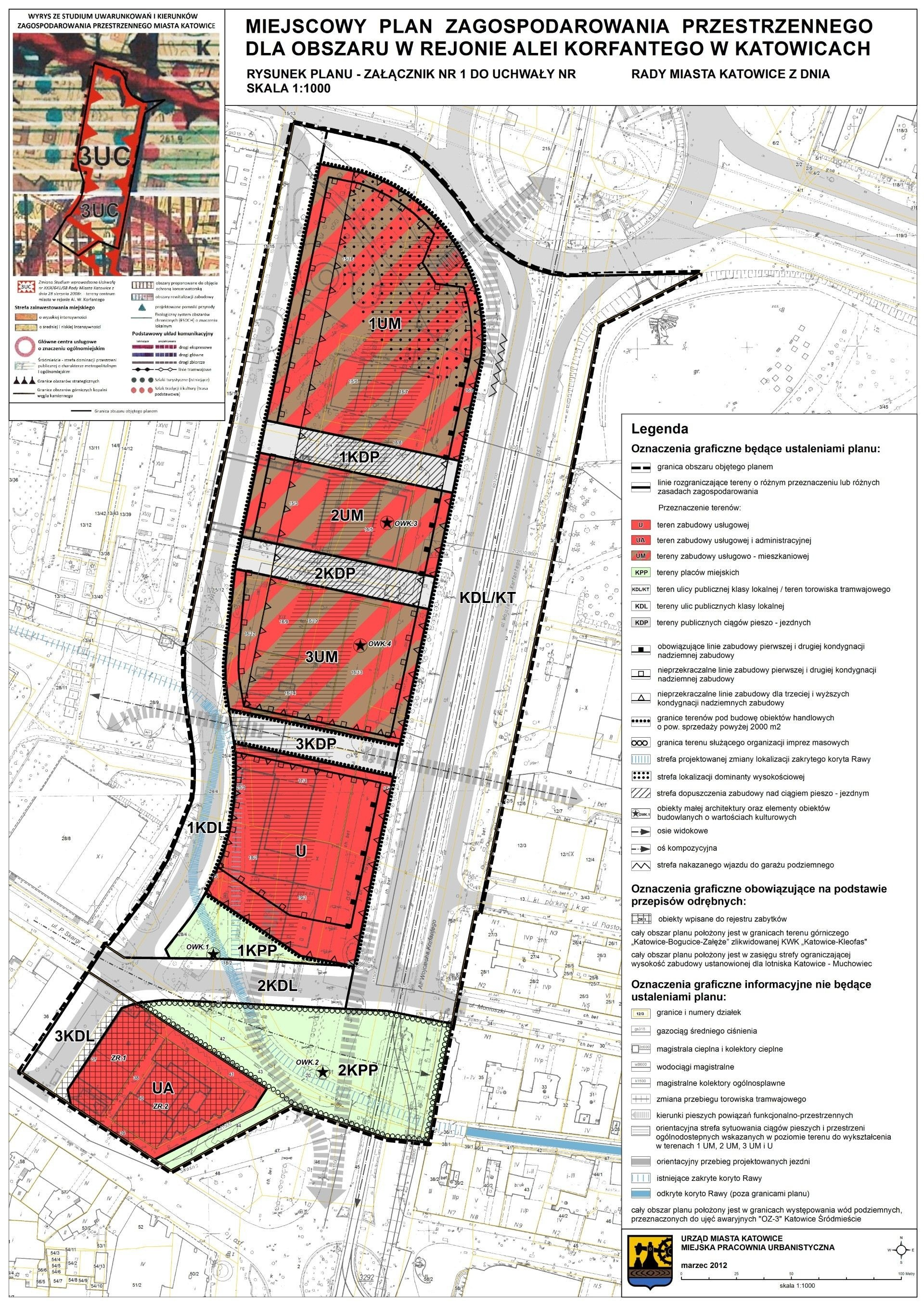
Dessin du plan de zonage local. Pour le gabarit dans le secteur de l’avenue Korfanty à Katowice. Épannelage annexe 1 de la résolution XX/442/12 du Conseil municipal de du 28 mars 2012.

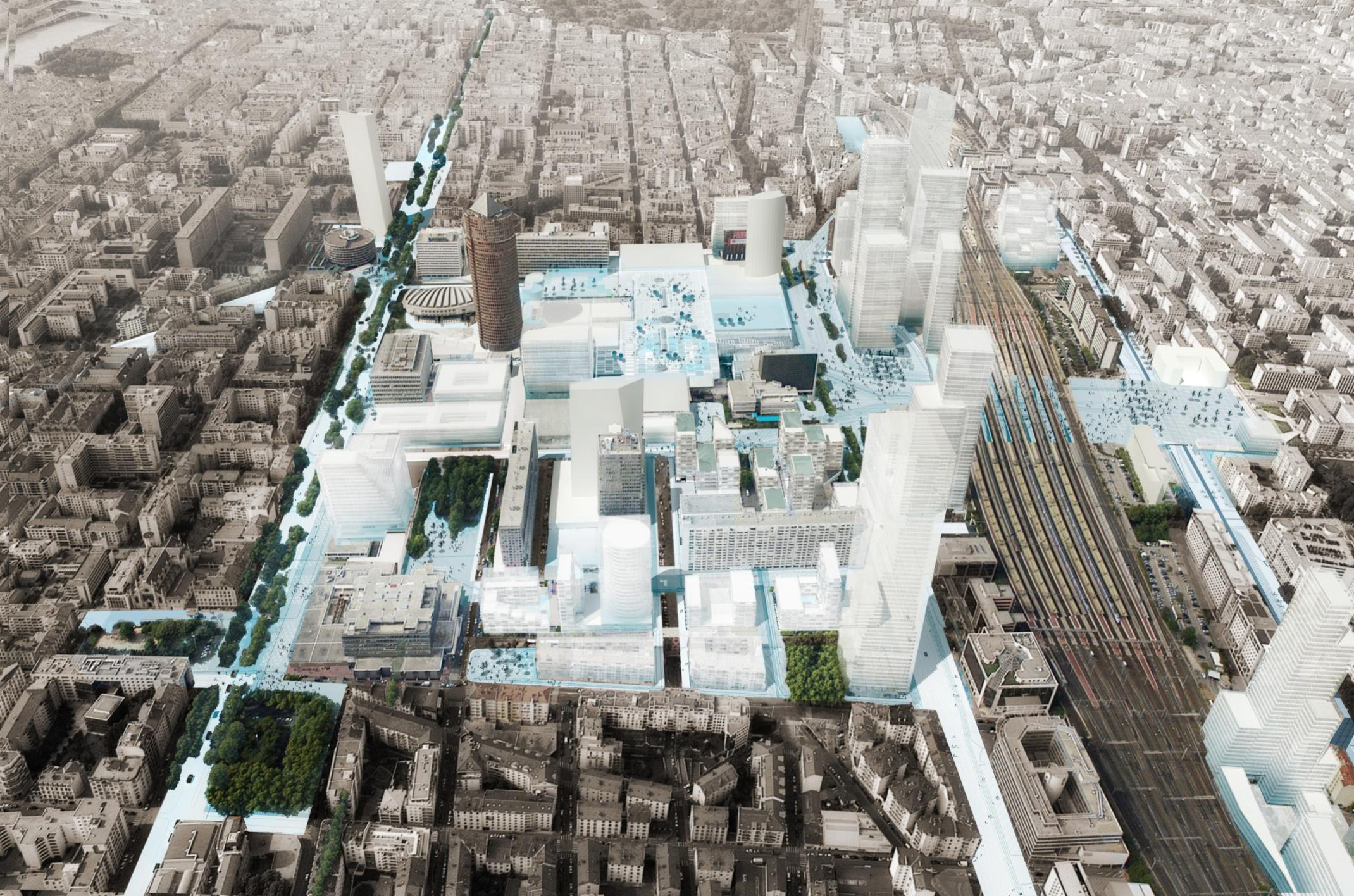
Maquette de l'épannelage de la rénovation du quartier La Part-Dieu, y compris la gare SNCF et la partie La Villette à l'est pour l'habitat au-delà des voies. Photo incrustée des nouveaux gratte-ciels.

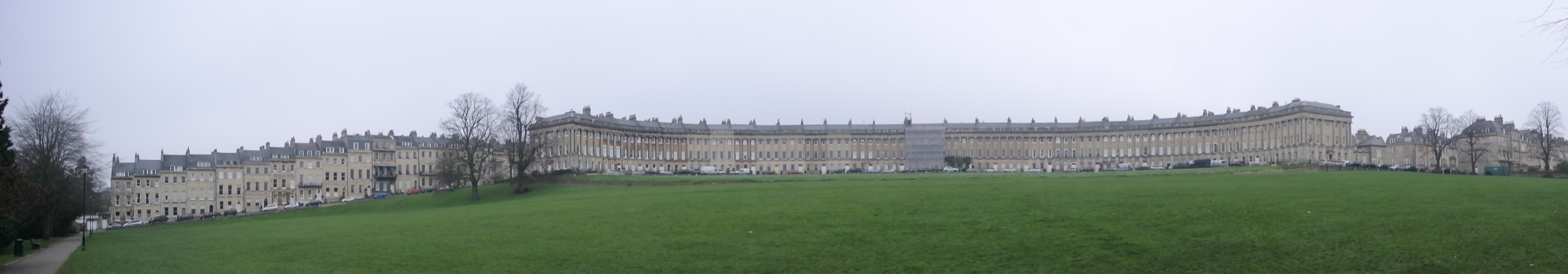
Angleterre, Bath. Épannelage à combles brisés à la Mansart et logements à redans de l'ensemble Royal Crescent, zonage de villégiature construit entre 1767 et 1774 avec des bains hygiéniques en bordure de parc de verdure. Même zonage et architecture à Londres et rappel à Bristol.

L'épannelage d'urbanisme, en architecture, désigne la taille et la forme générale que peut prendre un bâtiment en fonction des règlements d'urbanisme. Il est défini formellement par un graphique qui indique les lignes droites ou courbes dans lesquelles doivent s'inscrire les constructions de la zone urbaine. Il est appelé parfois « gabarit ».
L'épannelage est aussi le dégrossissage par l'ouvrier épanneleur d'un bloc de pierre afin de le sculpter dans la modénature. Cette sculpture concerne aussi bien l'intérieur que l'extérieur de l'édifice.
Cela se compose de la hauteur du mur sur rue qui peut correspondre à la hauteur maximale de la façade verticale au bord de la voie de circulation. Il peut y avoir un couronnement qui définit la taille et la forme dans laquelle doivent s'inscrire les combles. Le couronnement devra par exemple s'inscrire dans un angle à 45° ou dans un arc de cercle dont la base est parallèle à la façade. 
On définit aussi la norme à appliquer sur deux bâtiments construits de part et d'autre d'une cour intérieure et la différence de hauteur des murs de vis-à-vis avec les bâtiments sur rue.